# West Lothian
West Lothian (Schots-Gaelisch: Lodainn an Iar) is een raadsgebied (council area), lieutenancy area en historische graafschap in het midden van Schotland met een oppervlakte van 427 km². De hoofdplaats is Livingston en het raadsgebied heeft 182.140 inwoners (2017).
Het historische graafschap West Lothian had tot 1921 de naam Linlithgowshire of de County of Linlithgow. West Lothian ligt direct ten westen van de Schotse hoofdstad Edinburgh.

## Plaatsen
- Armadale, Abercorn, Addiewell
- Bathgate, Broxburn, Blackburn, Blackridge, Breich, Bridgend
- Dechmont
- East Calder, East Whitburn, Ecclesmachan
- Fauldhouse
- Greenrigg
- Kingscavil, Kirknewton
- Linlithgow, Livingston, Longridge
- Mid Calder
- Philpstoun, Polbeth, Pumpherston
- Seafield, Stoneyburn
- Torphichen
- Uphall
- West Calder, Westfield, Whitburn, Wilkieston, Winchburgh

## Bezienswaardigheden
- Cairnpapple Hill
- Forth Bridge
- Avon-aquaduct
- Linlithgow Palace
- St Michael's Church (Linlithgow)

## Geboren
- David Tennant (Bathgate, 1971), acteur
- Paul di Resta (1986), autocoureur